# Joanne Leung
Joanne Leung   () és una política de Hong Kong. És la primera política obertament transgènere de Hong Kong.